# Steven Soderbergh
Steven Andrew Soderbergh (Atlanta, Georgia, 1963. január 14. –) Oscar-díjas amerikai filmrendező, producer, színész és forgatókönyvíró.

## Élete
Steven Soderbergh 1963. január 14-én született Atlantában Peter Andrew Soderbergh és Mary Ann Bernard gyermekeként.
Tanulmányait a Louisianai Állami Egyetemen végezte.
1978-ban készítette el első rövidfilmjét. Első nagy munkája az 1986-os Yes 9012 Live volt. 1989-ben a Szex, hazugság, videó című filmje Arany Pálma-díjat nyert. Hollywoodban szabadúszó szerkesztő.

## Magánélete
1989-1994 között Betsy Brantley volt a felesége. 2003 óra Jules Asner a párja.

## Filmjei

### Producerként
- Varrat (1993)
- Kiruccanók (1996)
- Széftörők (2002)
- Álmatlanság (2002)
- Távol a mennyországtól (2002)
- Egy veszedelmes elme vallomásai (2002)
- Rossz pénz (2004) (forgatókönyvíró is)
- A fiók (2005)
- Jó estét, jó szerencsét! (2005)
- Azt beszélik (2005)
- Kamera által homályosan (2006)

### Rendezőként
- Yes 9012 Live (1986)
- Szex, hazugság, videó (1989) (forgatókönyvíró is)
- Kafka (1992)
- Bukott angyalok (1993)
- A hegyek ura (1993)
- Pusztító szenvedélyek (1995)
- A Grace klinika (1996)
- Schizopolis (1996)
- Mint a kámfor (1998)
- Amerikai vérbosszú (1999)
- Traffic (2000)
- Erin Brockovich – Zűrös természet (2000)
- Hogyan éljünk túl egy szállodatüzet (2001)
- Ocean’s Eleven – Tripla vagy semmi (2001)
- Szemből telibe (2002)
- Solaris (2002) (forgatókönyvíró és operatőr is)
- Ocean’s Twelve – Eggyel nő a tét (2004) (operatőr is)
- Eros (2004) (forgatókönyvíró és operatőr is)
- Buborék (2005) (operatőr is)
- A jó német (2006) (operatőr is)
- Ocean’s Thirteen – A játszma folytatódik (2006) (operatőr és producer is)
- Az informátor! (2009)
- Contagion – Fertőzés  (2011)
- Magic Mike (2012)
- Mellékhatások (2013)
- Túl a csillogáson (2013)
- Mozaik (2017)
- Logan Lucky – A tuti balhé (2017)
- Tébolyult (2018)
- Pénzmosó (2019)
- Szárnyaló madár (2019)
- Szabad szavak (2019)
- Semmi hirtelen mozdulat (2021)
- Jelenlét (2024)
- Fekete táska (2025)

### Színészként
- A per (1993)
- Independent's Day (1998)
- Az élet nyomában (2001)

### Forgatókönyvíróként
- Éjjeliőr a hullaházban (1997)

## Díjai
- Arany Pálma (1989) Szex, hazugság, videó
- a New York-i filmkritikusok díja (2000) Erin Brockovich – Zűrös természet
- Oscar-díj a legjobb rendezőnek (2000) Traffic